# Calidris fuscicollis
Il gambecchio di Bonaparte (Calidris fuscicollis (Vieillot, 1819)) è un uccello della famiglia degli Scolopacidi.

## Distribuzione e habitat
Questo uccello vive in tutto il Sud America e il Nord America. È di passo in Russia, in Europa settentrionale, occidentale e centrale, in Australia, Nuova Zelanda, Giamaica, Marocco, Ghana e Turchia. Il 17 luglio 2011 un esemplare è stato osservato e inanellato per la prima volta in Italia, nella Salina di Comacchio.